# Les Diablerets (montanha)
Les Diablerets é uma montanha e de um maciço dos Alpes berneses situado no limite dos cantões suíços de Vaud, Valais e de Berna, e cujo ponto culminante se situa a 3 210 m na Suíça.
Les Diablerets também é o nome da localidade na cantão de Vaud e de um glaciar, o Glaciar dos Diablerets.

## Ascensão
A primeira ascensão foi feita em 1850 por Gottlieb Studer, Melchior Ulrich, J.D. Ansermoz, J.J. Siegfried et Johann Madutz
Além do pico principal, um outro cume importante, é o Oldenhorn ou Becca d'Audon com 3 122 m além do La Chaux (2 261), o Culan (2 788) e o Scex Rouge (2 971).